# Conflans-sur-Anille
Conflans-sur-Anille è un comune francese di 576 abitanti situato nel dipartimento della Sarthe nella regione dei Paesi della Loira.

## Società

### Evoluzione demografica
Abitanti censiti